# حصن جبل الشحشاح
حصن جبل الشحشاح ،كان مركز أساسي لمدينة عبري في الزمن القديم وفي أسفله تم العثور على بئر مطوبة بالطين ولا تزال آثارها باقية.